# Südlamaknen
Südlamaknen (Lamaknen Selatan) ist ein indonesischer Distrikt (Kecamatan) im Regierungsbezirk (Kabupaten) Belu (Provinz Ost-Nusa Tenggara).

## Geographie
Südlamaknen liegt im äußersten Osten des indonesischen Westtimors und wird im Osten und Süden von den zum Staat Osttimor gehörenden Gemeinden Bobonaro und Cova Lima begrenzt.
Der Distrikt Südlamaknen teilt sich in die Desas Debululik (1167 Einwohner 2010), Lutha Rato (886), Henes (503), Lakmaras (1106), Nualain (793), Ekin (770), Loonuna (1349) und Sisi Fatuberal (738).
Verwaltungssitz ist Lutha Rato.

## Einwohner
Der Großteil der 7312 Einwohner (2010) gehört zur Ethnie der Bunak, die ansonsten im angrenzenden Osttimor leben.

## Geschichte

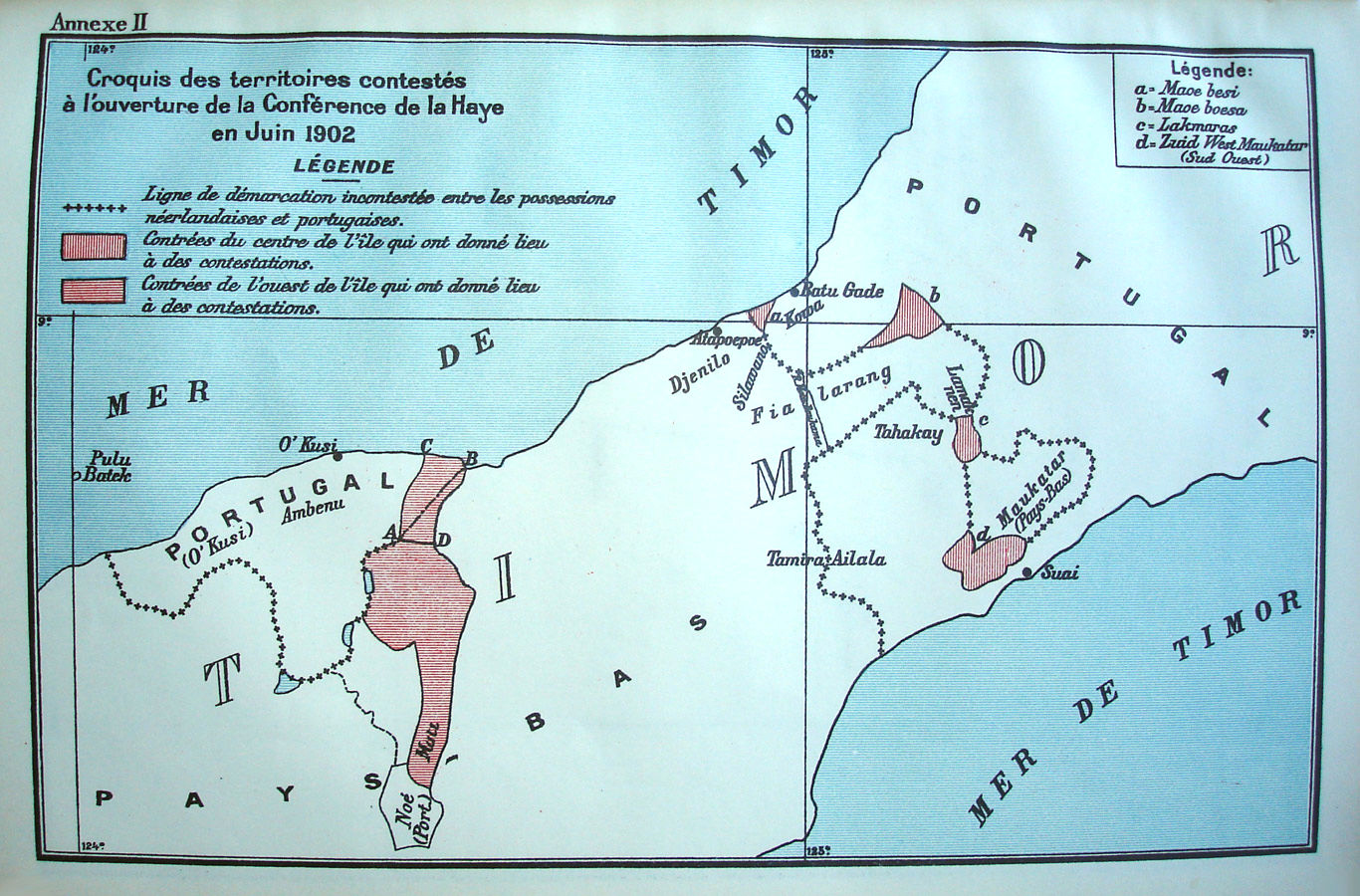
Karte des internationalen Schiedsgerichts zur Grenzziehung zwischen dem niederländischen und portugiesischen Timor (1914)

Die Region war lange Zeit umstritten zwischen den Kolonialmächten Portugal und den Niederlanden. Nach der Den Haag-Konvention vom 1. Oktober 1904 sollte Portugal die niederländische Enklave Maucatar erhalten, dafür wurden die Grenzgebiete Tahakay (Tahakai), Tamira Ailala (Tamiru Ailala) und Lamaknen und die portugiesische Enklave Noimuti den Niederlanden zugeteilt. Portugal ratifizierte den Vertrag bis 1909, doch dann kam es zum Streit um die Grenzziehung an der Ostgrenze der portugiesischen Exklave Oe-Cusse Ambeno weiter im Westen. Die Niederlande nutzten die unübersichtliche Situation nach dem Sturz der portugiesischen Monarchie 1910 in der Nachbarkolonie, sich das Territorium des Reiches Lakmaras mit europäischen und javanischen Truppen anzueignen.
Als Portugal im Februar 1911 versuchte mit Truppen Maucatar zu besetzen, sahen sie sich im Juni einer überlegenen niederländischen Streitmacht aus ambonesischer Infanterie, unterstützt von europäischen Soldaten, gegenüber. Am 11. Juni besetzten Portugiesen das umstrittene Territorium von Lakmaras, doch am 18. Juli drangen niederländische und javanische Truppen dort wieder ein. Drei Mosambikaner starben dabei, Unterleutnant Francisco da Costa und seine Männer wurden gefangen genommen. Nach dem Sieg der Niederländer strebten sie nun eine friedliche Einigung an. Die Portugiesen gerieten bald darauf durch die Rebellion von Manufahi in Bedrängnis, was sie verhandlungsbereit machte. Nach einem längeren Briefwechsel zwischen den Kabinetten der Länder kam man in der Konvention von 1913 zur Übereinkunft, die Entscheidung über die Streitigkeiten einem Schlichter zu überlassen. Am 25. Juni 1914 fällte der Ständige Schiedshof in Den Haag einen Schiedsspruch (Sentenca Arbitral). Die Landvermessungsarbeiten wurden im April 1915 beendet. Am 17. August 1916 wurde der Vertrag in Den Haag unterzeichnet, der weitgehend die heute noch bestehende Grenze zwischen Ost- und Westtimor festlegte.
1933 wird Lamaknen als eine Vereinigung der Bunak-Reiche von Makir, Lamak Senulu (Lamaksanoeloe), Kewar, Leowalu (Leowaloe), Loonoena, Nualain (Noealain, Noalain), Lakmaras und Dirun (Diroen) beschrieben. Der Herrscher von Dirun hatte den Titel eines Fettor inne, während die anderen von den Niederländern Rajas genannt wurden. Auch Tahakay wurde nach der Inbesitznahme 1904 durch die Niederländer Teil Lamaknens.
Die Lorohs von Lamaknen wurde traditionell von den Rajas von Kewar und von Lakmaras gestellt, wobei Lakmaras den nicht aktiv regierenden Herrscher stellte, der die Einheit symbolisierte und aus Kewar der tatsächlich regierende Herrscher kam. Nach dem Zweiten Weltkrieg erkannten die Niederländer das Reich offiziell an.
Der gemeinsame Herrscher wurde jeweils von den verschiedenen adligen Familien gewählt. Sie kamen aus Kewar, Lakmaras, Henes, Nualain, Makir, Lamak Senulu, Fulur, Leowalu, Duarato, Ekin, Loonuna (Lona) und Dirun.
Für die Herrscher von Lamaknen siehe Geschichte Lamaknens.